# Inuutersuaq Ulloriaq

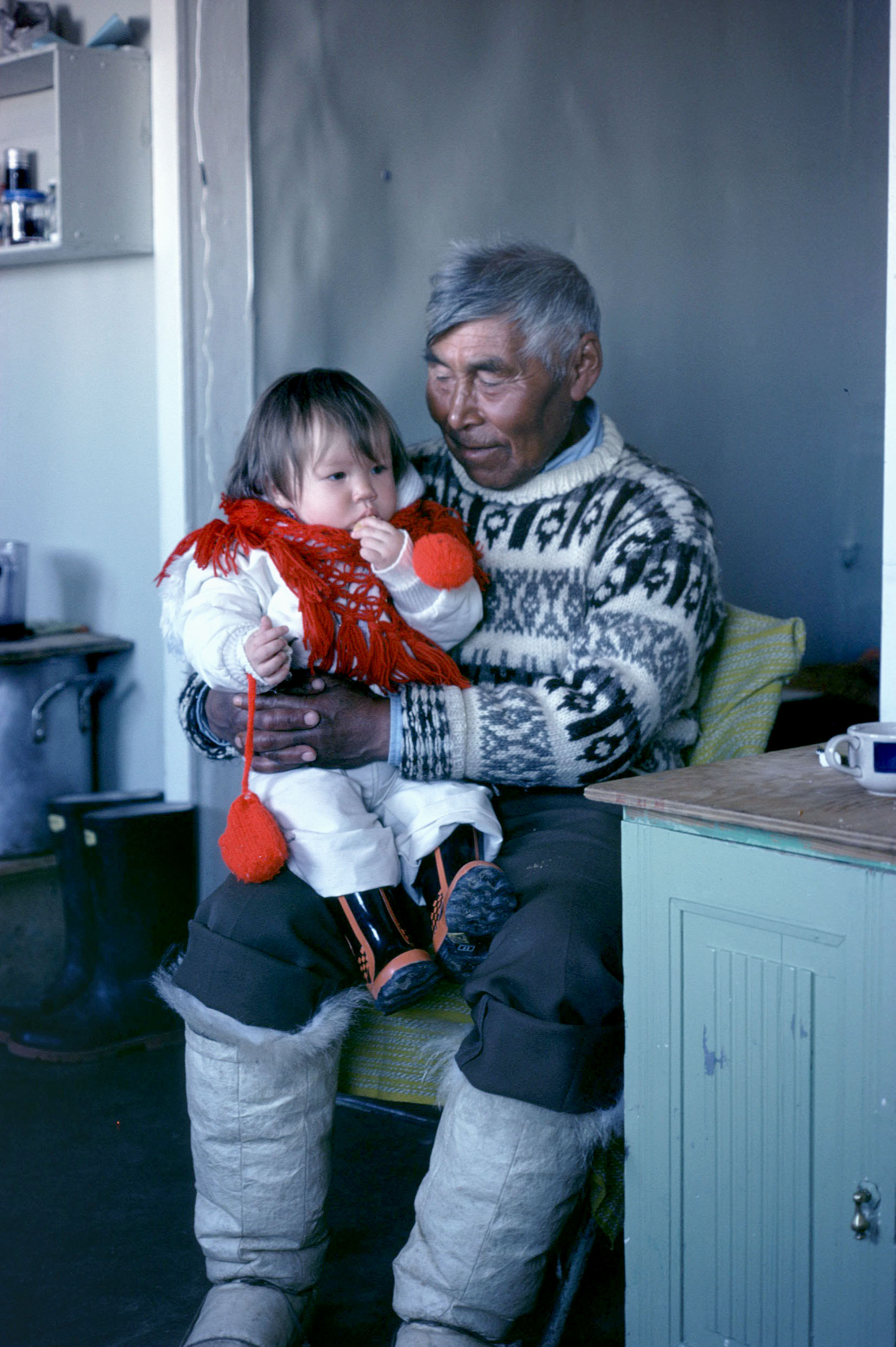
Inuutersuaq Ulloriaq (1978)

Inuutersuaq Ulloriaq [iˈnuːˌtɜsːuɑq ˈuɬːɔʁiˌɑq] (nach alter Rechtschreibung Inûterssuaĸ Uvdloriaĸ; * 1906 in Uummannaq (Dundas) als Inûteĸ; † 1986) war ein grönländischer Schriftsteller, Erzähler, Expeditionsteilnehmer und Kommunalpolitiker.

## Leben

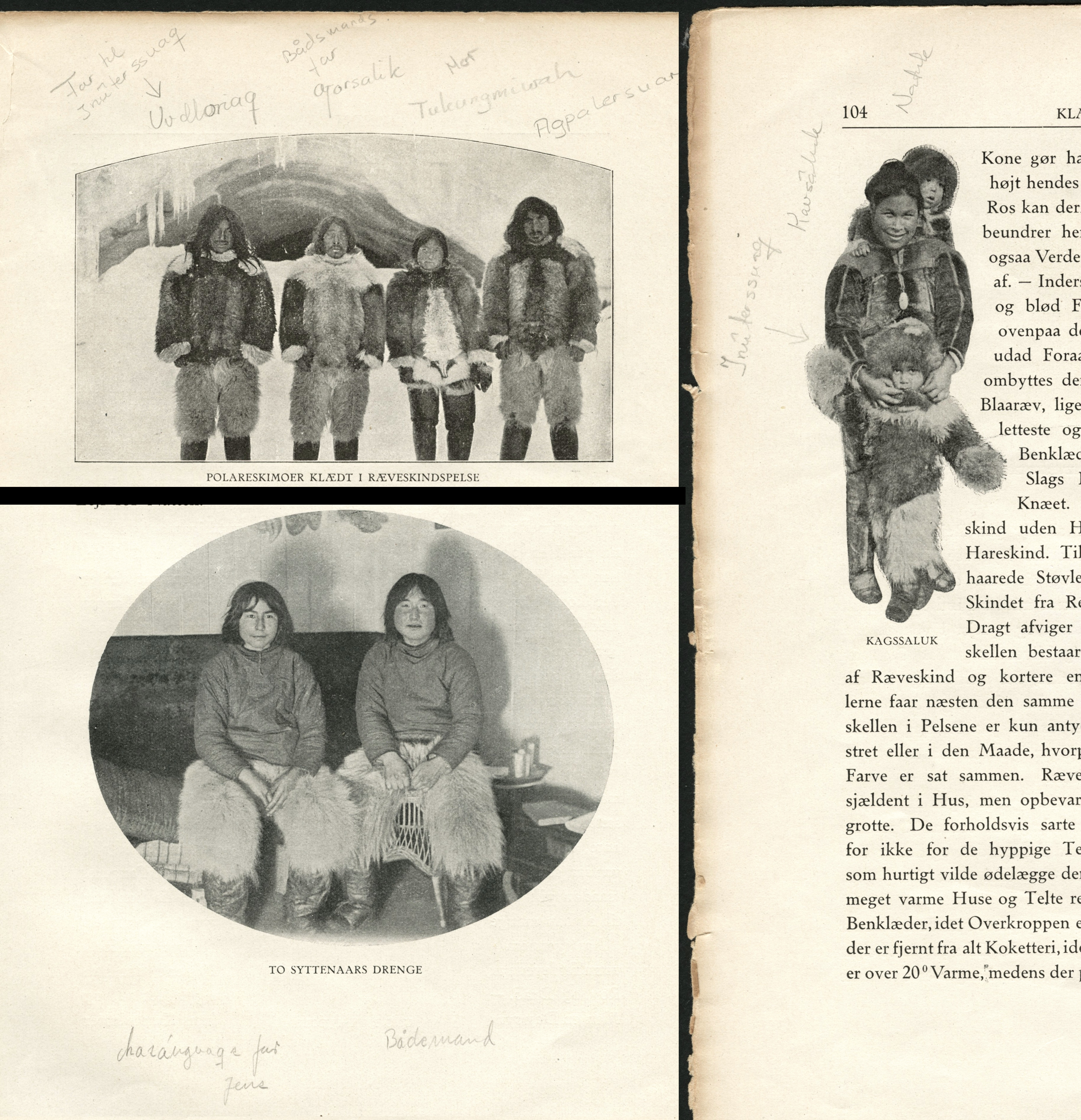
Inuutersuaq Ulloriaq und seine Familie (um 1912). Rechtes Bild vorne Inuutersuaq, dahinter seine Mutter mit Natuk. Linkes oberes Bild links Inuutersuaqs Vater.

Inuutersuaq Ulloriaq war der Sohn von Uvdloriaĸ Ingâpaluk (1875–1921) und Louisa (Kavsâluk Avôrtungiaĸ Usuitsoĸ) (um 1885–1916). Seine Mutter war die Tochter von Merĸusâĸ (um 1852–1916) und Agpaliapik (um 1860–1901), die zusammen mit Qillarsuaq aus Kanada eingewandert waren. Seine (nie getaufte) ältere Schwester Navarana (um 1899–1921) war die Frau von Peter Freuchen. Seine Schwester Natuk (1908–1971) war die Schwiegertochter von Ôdâĸ (um 1880–1955). Über seinen jüngeren Bruder Ûssarĸak (1913–1937) war er ein Onkel von Uvdloriaĸ Løvstrøm (1936–2015). Seine Familie gehörte zu den ersten getauften Inughuit. Er und seine Geschwister waren auch eine der ersten ihres Volks, die Lesen und Schreiben erlernten. Am 8. Mai 1927 heiratete er Naduk Atangana (Mánik Tavfínguaĸ) (1909–nach 1986), Tochter von Avikínguaĸ (um 1885–1932) und Torne (Nalíkak Patdlúnguaĸ Nasugaluaĸ) (um 1876–1932).
1931 nahm Inuutersuaq gemeinsam mit seiner Frau an der von der Royal Canadian Mounted Police geleiteten Suche nach dem Expeditionsteam von Hans Krüger teil, das im Vorjahr auf Ellesmere Island verschollen war. Die Suche blieb erfolglos. Später nahmen sie an der Oxford University Ellesmere Island Expedition 1934–1935 teil. Fünf Jahre später waren er und seine Frau Teilnehmer von Den danske Thule-Ellesmere Land Ekspedition 1939–1940.
Von 1937 bis 1959 war Inuutersuaq Mitglied des Jägerrats der Inughuit. Von 1971 bis 1975 saß er im Rat der Gemeinde Qaanaaq und von 1975 bis 1979 war er Mitglied des Dorfrats von Siorapaluk, wo er mit seiner Frau seit 1959 lebte.
1953 erhielt er die Kongelige Belønningsmedalje 2. Klasse. 1980 erhielt er den Ehrenpreis von Ebbe Muncks Mindefond von Königin Margrethe II. überreicht. 1976 veröffentlichte er das Buch K'itdlarssuákúnik oĸalualâĸ (Beretningen om Qillarsuaq og hans lange rejse fra Canada til Nordgrønland i 1860erne), über die Einwanderung von Qillarsuaq von Kanada nach Nordwestgrönland. Er starb Ende 1986 im hohen Alter von 80 Jahren.